# Le Saut de l'ange (film)
Ne doit pas être confondu avec Le Saut de l'ange (roman).
Pour plus de détails, voir Fiche technique et Distribution.
Le Saut de l'ange est un film franco-italien réalisé par Yves Boisset en 1971.

## Synopsis
À Marseille, la bataille électorale fait rage et oppose un clan corse, patronné par la puissante famille Orsini, au promoteur immobilier Forestier, qui emploie des hommes du SAC pour imposer sa domination et bénéficier de soutiens. Le milieu prospère par les jeux et la prostitution, mais il cherche à étendre ses activités vers des projets d'aménagement et de construction très rentables.
La politique est le règne de la corruption et les attentats se succèdent. Cette entrée en matière très politiquement incorrecte n'est cependant qu'un hors d'œuvre, car le film est un polar où l'action domine. À la fin, le cadre politique revient en force. Pour gagner l'élection, Forestier fait exécuter les frères Orsini, Lucien et Marc. Bientôt, il ne reste plus que Louis, un aventurier qui vit en Thaïlande où il était surnommé « Cobra » quand il défendait sa plantation comme un chef de guerre. Il a rangé les armes et s'occupe de son exploitation forestière, de sa femme et leur fillette. Il a volontairement coupé les ponts avec le milieu marseillais et les affaires du clan Orsini. Mais Forestier craint une vengeance et décide de le faire exécuter. Fusco, un tueur, est envoyé en Thaïlande pour supprimer le dernier des frères Orsini. Au même moment, Louis reçoit dans sa plantation un ami américain de passage, Mason, une sorte de flic, ancien alcoolique, qui travaille dans la sécurité américaine et va rentrer à Marseille. Louis lui confie sa fille pour qu'il la reconduise en France dans un pensionnat. Fusco arrive après le départ de l'enfant et tue par erreur sa mère. Cobra retrouve ses réflexes d'homme d'action et se lance avec ses hommes à la poursuite des tueurs. Fusco lui échappe mais Cobra et ses amis lui tendent un piège. Torturé, le tueur donne deux noms: celui de Forestier, le commanditaire, et celui d'Alvarez, qui organise les meurtres. Un télégramme de Mason apprend à Louis que l'enfant vient d'être blessée dans un attentat à l'arrivée à Marseille !
Louis s'embarque immédiatement dans un vol pour la France, accompagné de deux Vietnamiens qui lui sont dévoués. À l'arrivée à Marseille, il est accueilli par Mason et le commissaire Pedrinelli qui lui apprennent la mort de sa fille. Mason affirme que Louis était la cible des tueurs et qu'il y a eu méprise. Louis accuse cependant son ami d'être responsable en raison de son alcoolisme et de sa négligence. Mason fait face à cette accusation. La police enquête, mais piétine malgré des interrogatoires multiples. Mason coopère avec le commissaire Pedrinelli pour mettre la main sur Fusco, citoyen américain. Louis révèle la mort de ce dernier. Pedrinelli lui conseille vivement de rentrer à Bangkok et de laisser faire la police française. Louis va plutôt dans la Villa Orsini, très cossue. Il y retrouve sa belle-sœur, Sylvaine, une arriviste. Elle tente de le mettre en confiance, mais il se méfie d'elle. La police exerce une surveillance discrète de ses déplacements.
Louis envoie ses hommes contre Alvarez. Les deux asiatiques dont l'audace et l'efficacité surprennent, blessent d'abord celui-ci grièvement, puis ils engagent une opération commando dans un hôpital pour le tuer sous le nez de la police. Mason joue un jeu trouble entre légalité et amitié : il suggère à Pedrinelli de chercher les deux « Chinois » sur la liste des passagers du vol en provenance de Thaïlande. Les amis de Louis sont identifiés, traqués et abattus l'un après l'autre par la police. La tension monte et Forestier, grâce à ses appuis, obtient la protection de la police, pendant que ses hommes de main matraquent les « gauchistes » qui collent des affiches dans la ville. Mason désapprouve cette subordination de la police aux intérêts de l'argent mais Pedrinelli, excédé, rétorque : « Changez le régime, changez la société, ça changera peut-être la police ». Mason tente alors de convaincre Orsini de ne pas poursuivre la vendetta et l'informe des dispositions prises pour la protection de Forestier. Louis n'a pourtant plus qu'un seul projet, tuer cette crapule, mais il reste seul à pouvoir réaliser sa vengeance. Il découvre alors que Sylvaine joue un rôle essentiel dans les meurtres : la fin du film dévoile les ressorts d'une alliance entre la puissance et la pourriture morale. C'est un retour au cadre politique initial. Déterminé, Louis ira jusqu'au bout, tuant Forestier mais ne pouvant empêcher le suicide de Sylvaine, malgré Mason qui se donne un rôle de shérif vertueux et qui, blessé à la jambe par son ami pendant leur bagarre, lui tire une balle dans le dos qui sera fatale à Louis.

## Fiche technique
- Titre : Le Saut de l'ange
- Réalisation : Yves Boisset, assisté de Claude Othnin-Girard
- Scénario et adaptation : Yves Boisset et Richard Winckler, d'après le roman de Bernard-Paul Lallier
- Dialogues : Claude Veillot
- Directeur de la photographie : Jean Boffety
- Musique : François de Roubaix
- Genre : policier
- Durée : 100 minutes
- Pays :  France;  Italie
- Date de sortie en salles :  France : 29 septembre 1971
- Film interdit aux moins de 12 ans lors de sa sortie en salles en France
- Particularité du tournage : la scène du début du film concernant l'enterrement (église et cimetière) censée se passer dans un village Corse a été tournée dans le village et le cimetière de Bouyon, en Pays niçois.
- Affiche : René Ferracci (France)

## Distribution
- Jean Yanne : Louis Orsini
- Sterling Hayden : Mason, flic américain et ami de Louis
- Daniel Ivernel : le commissaire Pedrinelli
- Senta Berger (V.F. : Anouk Ferjac) : Sylvaine Orsini, épouse de Marc Orsini
- Raymond Pellegrin : Diego Alvarez
- Giancarlo Sbragia (V.F. : Julien Guiomar) : Forestier
- Carlo Nell : l'adjoint de Pedrinelli
- Claude Cerval : Marc Orsini
- Marcel Lupovici : Lucien Orsini
- Jean Bouchaud : le chauffeur de Fusco en Thaïlande
- Gordon Mitchell (V.F. : John Berry) : Henry Di Fusco
- Sophie Boudet : Lee, la femme de Louis
- Cécile Vassort : Luisa, la bonne
- Roger Lumont : Bagur
- N'Guyen Tien Lap : Chanh
- Tadakatsu Shiga : N'Guyen
- Annie Kerani : Sinna
- Eva Saint-Paul : une prostituée
- Étienne Bierry
- Albert Augier
- Bernard Fontaine
- Pierre Rosso